# Clelea cyanicornis
Clelea cyanicornis es una especie de polilla de la familia Zygaenidae.
Fue descrita científicamente por Poujade en 1886.